# La Femme flic
Pour plus de détails, voir Fiche technique et Distribution.
La Femme flic est un film français réalisé par Yves Boisset, sorti en 1980.

## Synopsis
Mutée de Paris à Lens (Pas-de-Calais), une jeune inspectrice de police enquête sur un réseau de prostitution enfantine et se heurte aux notables locaux et à son propre chef. Elle essaie, en vain, de faire traduire en justice les membres d'une famille influente. Mais l'administration de la police ne l'appuie pas, et elle se voit contrainte de démissionner.

## Fiche technique
- Réalisation : Yves Boisset, assisté de Jean-Claude Sussfeld
- Scénario : Yves Boisset et Claude Veillot
- Photographie : Jacques Loiseleux
- Montage : Albert Jurgenson
- Musique : Philippe Sarde
- Production : Alain Sarde (producteur) et Antoine Gannagé (producteur exécutif)
- Genre : Policier
- Année : 1978–1979
- Pays :  France
- Durée : 103 min
- Date de sortie : 9 janvier 1980[1].

## Distribution
- Miou-Miou : L'inspecteur Corinne Levasseur
- Jean-Marc Thibault : Le commissaire Porel
- Leny Escudero : Diego Cortez
- Alex Lacast : L'inspecteur Simbert
- Roland Blanche : L'inspecteur Roc
- Jean-Pierre Kalfon : Marcel Backmann, directeur de la MJC
- Philippe Caubère : L'abbé Henning
- Niels Arestrup : Dominique Allier, le photographe de la MJC
- Gérard Caillaud : Becker, le juge d'instruction dans le Nord
- François Simon : Le docteur Godiveau
- Stephane Bouy : Le substitut Berthot
- Georges Staquet : L'inspecteur Sondy
- Jean Martin : Le colonel Morange
- Philippe Brizard : Le juge
- Pénélope Palmer : Solange
- Fred Personne : M. Levasseur
- Roland Bertin : Berthot
- Henri Garcin : Le procureur du Nord
- Jacques Chailleux :  Un membre de la MJC
- Mado Maurin : La logeuse

## Production

### Scénario
Le rôle principal, incarné par Miou-Miou, celui de l'inspecteur Corinne Levasseur, est inspiré d'un fait divers sur lequel Yves Boisset a enquêté, à partir d'un entrefilet lu dans Le Monde sur le suicide au gaz d'une jeune fonctionnaire de police, après une enquête entre 1979 et 1980. Dans ces mêmes années, lors du tournage en Thaïlande de l'épisode La Stratégie du serpent pour la série télévisée Histoires insolites, Yves Boisset a rencontré une ancienne femme inspecteur de la police française ayant démissionné après avoir enquêté sur une affaire de pédocriminalité impliquant des personnes proches de la mairie de Lille.
L'intrigue est de son côté également inspirée de l'affaire Jacques Dugué qui connaît des rebondissements pendant le tournage, le film dénonçant des réseaux de prostitution infantile. L'arrière-plan géographique du film, tourné dans le bassin minier du Nord-Pas-de-Calais et à Lille, est celui de l'affaire de Bruay-en-Artois, au cours de laquelle l’influence politique sur la police et la justice avaient nourri des suspicions, suivies d'accusations manichéistes et infondées dans le mensuel gauchiste J'accuse, causant une prise de distance de Jean-Paul Sartre, qui avait d'abord défendu cette publication en 1970 lors de son interdiction.
D'après l'ouvrage La Politique, le sexe et la finance de Yann Moncomble (publié en 1989), le nom de Christian Ranucci apparaît dans le carnet d'un client du réseau pédophile de Jacques Dugué, un réseau faisant circuler des photographies et documents vidéos à caractère pédopornographique (scellé no 117 du dossier Sokolowski). Au cours d'une émission L'Heure du crime diffusée sur RTL, le cinéaste Yves Boisset a révélé avoir eu accès, lors du tournage de La Femme flic, à un émargement d'abonnés à une revue pédopornographique, liste sur laquelle aurait figuré le nom de Christian Ranucci.
Le docteur Godiveau vitupérant et paranoïaque est un pastiche du romancier Louis-Ferdinand Céline.

### Attribution des rôles
C'est Isabelle Huppert qui devait initialement incarner le rôle de l'inspecteur Levasseur mais elle dû le décliner au dernier moment, car elle était retenue sur le tournage de La Porte du paradis de Michael Cimino.

### Tournage
Le film a été tourné à Hénin-Liétard, à Bruay-en-Artois, à Auchel mais aussi à Lille, à Aix-en-Provence et à Toulon.

## Exploitation
Sorti le 9 janvier 1980, il enregistre 1 807 761 entrées en France, se classant 19e du box-office France 1980. Sur le 1,8 million d'entrées, 393 423 se sont faites à Paris.

### Accueil critique
Le film est salué pour son sérieux et la qualité de sa réalisation mais parfois aussi moqué pour l'image très grise donnée de la région ou critiqué pour son manichéisme. Le quotidien Le Monde estime ainsi qu'en « remettant à l'honneur le bon vieux manichéisme des romans populistes du dix-neuvième siècle, il trace au cordeau la frontière qui sépare les méchants et les bons : d'un côté les notables, les nantis, les bourgeois et leurs valets ; de l'autre les âmes pures, les anarchos sympas et les curés de choc. Il se pourrait que la réalité fût moins simple. Pour l'avoir oublié, Boisset rend factice la part de vérité (ou, du moins, de vraisemblance) que renferme son film. »